# البديع الدمشقي
أبو فراس طراد بن علي بن عبد العزيز السلمي (؟؟؟ - 524 هـ/1130 م) هو كاتب وشاعر عربي من دمشق عاش في القرن السادس الهجري.

## سيرته
ولِدَ طراد بن علي بن عبد العزيز في مدينة دمشق، وإليها يُنسَب، وكانت ولادته في سنة 454 هـ. وكان يعمل في البداية في ترويض الخيول، ثُمَّ عمل كاتباً وبدأ ينظم الشعر. تقرَّب البديع من تاج الدولة تتش بن ألب أرسلان، وتكسَّب من مديحه، غير أنَّ فحش هجائه تسبَّب في سجنه، فغادر بعدها إلى مصر. كتب مقامات ورسائل وشعر. وفي مصر تُوفِّي في سنة 524 هـ.